# John Michael Quijano
John Michael Quijano (ur. 2 września 1990 na Wyspach Cooka) – piłkarz z Wysp Cooka grający na pozycji pomocnika w Nikao Rarotonga.
W Nikao Rarotonga gra od 2011 roku.
W reprezentacji Wysp Cooka zadebiutował w 2007 roku. Rozegrał w niej jak na razie 7 meczów.